# Bullet in a Bible
Bullet in a Bible – płyta z nagraniem koncertu zespołu Green Day, który odbył się 18 i 19 czerwca 2005 roku w Milton Keynes National Bowl w Milton Keynes w Wielkiej Brytanii, gromadząc ponad 130 tysięcy osób publiczności. Podczas tego koncertu Green Day zagrał dla największej ilości osób podczas jednego występu w swojej karierze. Wydawnictwo ukazało się 15 listopada tego samego roku jako komplet płyt CD i DVD, oraz w postaci dysku UMD. Reżyserem koncertu jest Samuel Bayer, który reżyserował również materiały dokumentalne o grupie Green Day, również dołączone do materiału DVD z koncertu.
Chociaż podczas koncertu wykonano 20 utworów, na płytach znalazło się tylko 14 z nich. Nazwa Bullet in a Bible (ang. – pocisk w Biblii) została wymyślona podczas wizyty grupy w Imperial War Museum w Wielkiej Brytanii, gdzie znajduje się egzemplarz Biblii, który uratował jej właściciela zatrzymując pocisk.
Koncert ten został uznany przez Kerrang! najlepszym pokazem na Ziemi.

## Lista utworów
1. American Idiot – 4:33
2. Jesus of Suburbia – 9:24
  - I. Jesus of Suburbia
  - II. City of the Damned
  - III. I Don't Care
  - IV. Dearly Beloved
  - V. Tales of Another Broken Home
3. Holiday – 4:12
4. Are We the Waiting – 2:58
5. St. Jimmy – 2:55
6. Longview – 4:45
7. Hitchin' a Ride – 4:04
8. Brain Stew – 3:03
9. Basket Case – 2:58
10. King for a Day / Shout – 8:47
11. Wake Me Up When September Ends – 5:03
12. Minority – 4:19
13. Boulevard of Broken Dreams – 4:45
14. Good Riddance (Time of Your Life) – 3:26

## Twórcy
- Billie Joe Armstrong – wokal, gitara, harmonijka
- Mike Dirnt – gitara basowa, wokal wspierający
- Tré Cool – perkusja

### Muzycy koncertowi
- Jason White – gitara prowadząca, gitara rytmiczna, wokal wspierający
- Jason Freese – fortepian, puzon, saksofon, akordeon, wokal wspierający
- Ronnie Blake – trąbka, kotły, perkusja, wokal wspierający
- Mike Pelino – gitara rytmiczna, wokal wspierający

### Produkcja
CD
- Rob Cavallo; Green Day – produkcja
- Doug McKean – inżynier dźwięku
- Dmitar Krnjaic; Keith Armstrong – asystenci
- Chris Lord-Alge – miksowanie
- John Van Nest – edycja
- Ted Jensen – mastering

DVD
- Samuel Bayer – reżyseria
- Tim Lynch – produkcja
- Pat Magnarella; Kim Dellara – producenci wykonawczy
- Tim Royes – edycja
- Chris Dugan – zdjęcia

Opakowanie
- Wade Brands – fotografia
- Chris Bilheimer – opakowanie, design menu